# Califanthura rima
Califanthura rima är en kräftdjursart som först beskrevs av Gary C.B. Poore 1981.  Califanthura rima ingår i släktet Califanthura och familjen Paranthuridae.
Artens utbredningsområde är havet kring Nya Zeeland. Inga underarter finns listade i Catalogue of Life.